# Goldener

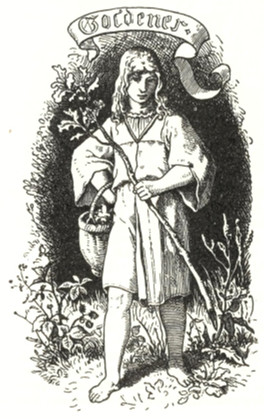
Holzschnitt, Ludwig Richter

Goldener ist ein Märchen. Es steht in Ludwig Bechsteins Deutsches Märchenbuch an Stelle 42 (1845 Nr. 46) und stammt aus Justinus Kerners Deutscher Dichterwald, 1813.

## Inhalt

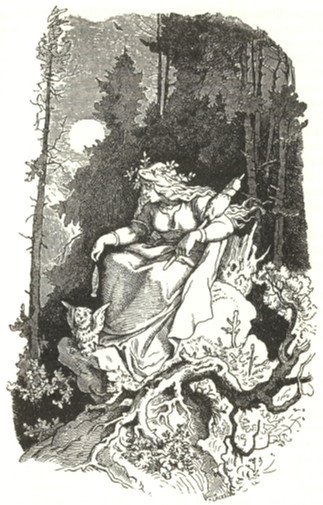
Holzschnitt, Ludwig Richter

Ein armer Junge, der seiner Haare wegen „Goldener“ genannt wird, läuft nachts mit seinen fünf Brüdern durch den Wald auf dem Weg nach Hause, als eine Frau mit einer Spindel aus Kristall im Mondlicht zwischen den Bäumen erscheint und singt: „Der weiße Fink, die goldne Ros, Die Königin im Meeresschoß!“  Als ihr der Faden bricht, verschwindet die Frau.
Vor Schreck zerstreuen sich die Brüder. Goldener findet den Heimweg nicht mehr und trifft erst nach mehreren Tagen auf einen Vogelsteller, der ihn sein Handwerk lehrt. Als Goldener zur Probe seines Könnens einen weißen Finken fängt, glaubt der Vogelsteller, dass Goldener mit dem Teufel im Bunde ist, tötet den Vogel und jagt Goldener weg. 
Nach drei Tagen Herumirrens im Wald begegnet Goldener einem Gärtner, der ihn in die Lehre nimmt. Nach einigen Tagen schickt ihn der Gärtner in den Wald, damit ihm Goldener einen Rosenstock bringt, worauf er Edelrosen pfropfen will. Als Goldener mit einem Rosenstock mit wunderschönen goldfarbenen Rosen zurückkehrt, ist der Gärtner erbost, weil er meint, dass Goldener einen Pakt mit dem Teufel geschlossen hat, vernichtet den Rosenstock und vertreibt Goldener.
Nach drei Tagen lässt Goldener den Wald hinter sich und erreicht das Meer, wo er eine Barke besteigt, als die Fischer plötzlich aufs Meer hinausrudern. Dort soll Goldener das Netz auswerfen, als er eine goldene Krone heraufzieht, teilen ihm die Fischer mit, dass er der neue König des Landes sei. Der alte König war vor hundert Jahren ohne Nachfolger geblieben und hatte vor seinem Tod seine Krone im Meer versenkt und den zum Nachfolger bestimmt, der dem Meer die Krone wieder entreißen kann.

## Herkunft

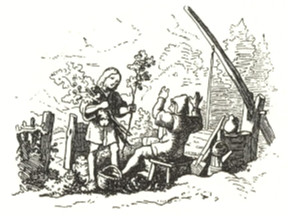
Holzschnitt, Ludwig Richter

Bechstein nennt die Quelle, Justinus Kerners Goldener. Ein Kindermährchen in Deutscher Dichterwald, 1813. Die Handlung ist dort gleich. Ähnlich sind bei Bechstein Die drei Federn und Goldhähnchen, bei Grimm Motive in Der Eisenhans, ferner in Prinz Schwan.